# Costa dei Pirati
La Costa dei Pirati (il territorio degli Emirati Arabi Uniti) è il nome storico del territorio costiero della penisola Araba che va dal Qatar alla penisola di Musandam e si trova lungo la riva Ovest del Golfo Persico. La sua superficie è di 86000 km².

## Storia
Costa dei pirati è il nome dato dagli europei britannici e da altri alla costa meridionale del Golfo Persico nei pressi dello Stretto di Hormuz, in quanto i pirati operavano in questo settore, soprattutto Qawasimi (la dinastia Qasimi) di Dhofar e Banu Yas di Abu Dhabi. Gli inglesi hanno attaccato per la prima volta nel 1809, una seconda volta nel 1819, e hanno imposto un trattato di pace nel 1820. Questo trattato (firmato da Abu Dhabi, Dhofar/Ras al-Khaimah, Ajman e Umm al-Qaiwain), è stata seguita da un'altra nel 1835 (sottoscritto anche dal Dubai) e, infine, firmato il trattato di tregua perpetua nel 1853 anche da cinque sceiccati. Dopo che il paese era conosciuto come Trucial Oman o la tregua dell'Oman, ma il nome di Costa dei pirati continua a sopravvivere anche dopo il 1892 quando gli sceiccati, noti per gli accordi in esclusiva, erano sotto il protettorato della Gran Bretagna. Verso il 1965 Pirate Coast (o Costa dei Pirati) è rimasto come nome erroneamente applicato a questa zona, in quanto alla tregua imposta dai britannici la zona venne chiamata Stati della Tregua.

## Dati politici
La Costa dei Pirati conta di 85 300 abitanti e una densità di popolazione pari a 1,015 abitanti a km². È divisa in 7 sceiccati, tra cui Abu Dhabi e Dubai, sotto la protezione della Gran Bretagna. Il principale porto è Dubai (40 000 abitanti).

## Dati economici
Dal 1959 è iniziata la produzione di petrolio nelle zone di Abu Dhabi e di Dubai. Fino ad allora la risorsa principale era la pesca delle perle, ma da quel momento in poi, in maniera graduale ma decisa, la politica economica degli sceicchi si è rivolta al settore turistico e commerciale. Oggi la zona è divenuta uno dei centri di attrazione turistica maggiori al mondo.